# 임실생활체육공원
임실생활체육공원(任實生活體育公園, Imsil Sports Park)은 대한민국 전북특별자치도 임실군에 있는 스포츠 시설 단지이다. 임실종합경기장, 보조경기장, 임실국민체육센터 등이 갖춰져 있으며, 2006년 9월에 준공되었다.

## 참고 문헌
- “임실종합경기장”. 《전라북도 생활체육안내》. 전라북도체육회.
- 《2019년 전국 공공체육시설 현황 (2018년말 기준)》. 대한민국 문화체육관광부. 2020.

## 같이 보기
- 임실종합경기장